# Maksym Averin
Maksym Averin (Leópolis, 28 de noviembre de 1985) es un ciclista ucraniano, nacionalizado azerbaiyano.
El 15 de abril de 2017 se registró una prueba no negativa por Meldonium en un control en el Istrian Spring Trophy.

## Palmarés
2013
- 1 etapa del Tour de China I

2014
- Porec Trophy

2015
- Campeonato de Azerbaiyán en Ruta
- Campeonato de Azerbaiyán Contrarreloj
- 1 etapa del Tour de Eslovaquia

2016
- 1 etapa del Tour de Azerbaiyán
- 2.º en el Campeonato de Azerbaiyán Contrarreloj
- Campeonato de Azerbaiyán en Ruta